# Toropuku inexpectatus
Toropuku inexpectatus — вид ящірок з родини диплодактилідів (Diplodactylidae). Описаний у 2020 році.

## Поширення
Ендемік Нової Зеландії. Виявлений на півострові Коромандел на півночі Північного острова.